# Administración Central Tibetana
La Administración Central Tibetana (en tibetano: བོད་མིའི་སྒྲིག་འཛུགས, romanizado: Bod mi'i sgrig 'dzugs; en inglés: Central Tibetan Administration; CTA), también conocida popularmente como Gobierno tibetano en el exilio, es una organización política que administra políticamente a la mayor parte de los refugiados tibetanos en el exterior (principalmente en India, Nepal y Bután) y que reclama tener soberanía y ser el legítimo gobierno de la actual Región Autónoma de Tíbet, así como Gansu, Sichuan y Yunnan (el Tíbet histórico) y que se formó tras la invasión china del Tíbet en 1950. La administración tiene como objeto ejercer presión política para lograr la independencia del Tíbet de la República Popular China o, alternativamente, que goce de una autonomía similar a la de Hong Kong y Macao; preservar la cultura tibetana, fomentar condiciones de vida dignas para los refugiados tibetanos y generar consciencia global por las presuntas violaciones de derechos humanos en la República Popular China. 
Tiene su sede en McLeod Ganj, ciudad de Dharamsala, Estado de Himachal Pradesh, India.

## Política

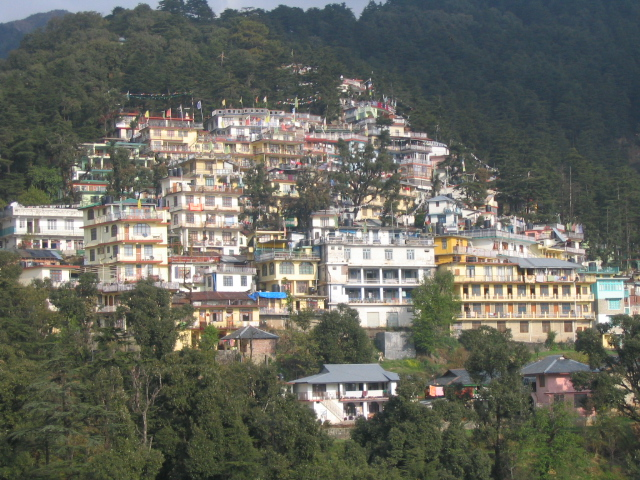
Habitaciones de McLeod Ganj.

La Administración Central Tibetana era hasta el 2011 una monarquía constitucional en la cual el dalái lama ejercía poder simbólico o cultural (similar al rey del Reino Unido) pero el poder político y administrativo lo ejerce el primer ministro, llamado Kalon Tripa, electo democráticamente por todos los tibetanos en el exilio registrados para votar. 
El poder legislativo lo ejerce un Parlamento electo democráticamente entre la población tibetana que fue elegido por primera vez el 2 de septiembre de 1960, fecha que es conmemorada por los tibetanos como el Día de la Democracia. Lo conforman dos representantes de la diáspora tibetana en Europa, uno de la diáspora tibetana en América, diez delegados de cada provincia tradicional de Tíbet, dos miembros de cada una de las cuatro escuelas tradicionales del budismo tibetano y uno del chamanismo autóctono Bön y de uno a tres representantes designados por el Dalái lama. 
El gobierno no está reconocido por ningún país del mundo, pero forma parte de la Organización de Naciones y Pueblos No Representados y recibe dinero de países como Estados Unidos y Bután. El gobierno de India le permite administrar los asuntos de los refugiados tibetanos como la educación, los servicios de salud, seguridad social, actividades culturales y desarrollo económico, y realiza similar labor con los refugiados en Nepal y Bután.
Para ser considerado ciudadano tibetano es necesario haber nacido en Tíbet o ser hijo de al menos un padre tibetano, pero debido a que los refugiados carecen en muchos casos de documentos que prueben su origen el "libro verde" como se designa a la tarjeta de identidad y pasaporte tibetano emitido por la ACT se tramita con una entrevista. El documento no tiene costo, pero se solicita una contribución voluntaria de 58 rupias anuales (aunque es menos para desempleados y estudiantes) para los refugiados en India, Nepal y Bután, y de $96 dólares anuales para los tibetanos del resto del mundo. El documento permite participar en las elecciones tibetanas.

## Gabinete
- Lobsang Sangay - Primer ministro[1]

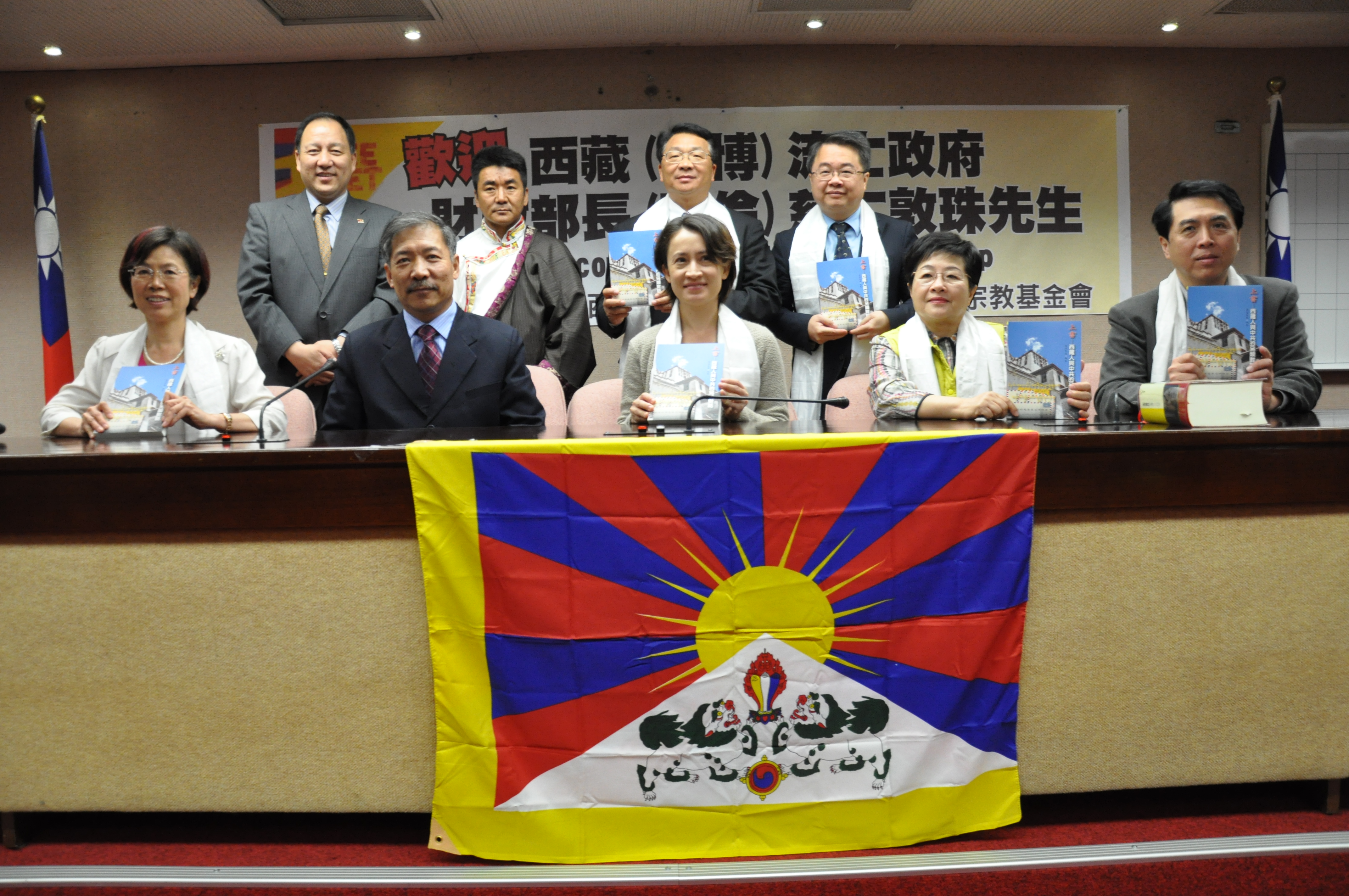
Ministro de Finanzas Tsering Dhondup visitando el Yuan Legislativo (Parlamento) de Taiwán en 2013

- Pema Chinnjor - Ministro de Religión y Cultura
- Dolma Gyari - Ministro del Interior
- Tsering Dhondup - Ministro de Finanzas
- Ngodup Tsering - Ministro de Educación
- Ngodup Drongchung - Ministro de Seguridad
- Dicki Chhoyang - Ministro de Información y Relaciones Internacionales
- Tsering Wangchuk - Ministro de Salud

## Juegos Olímpicos de Pekín 2008

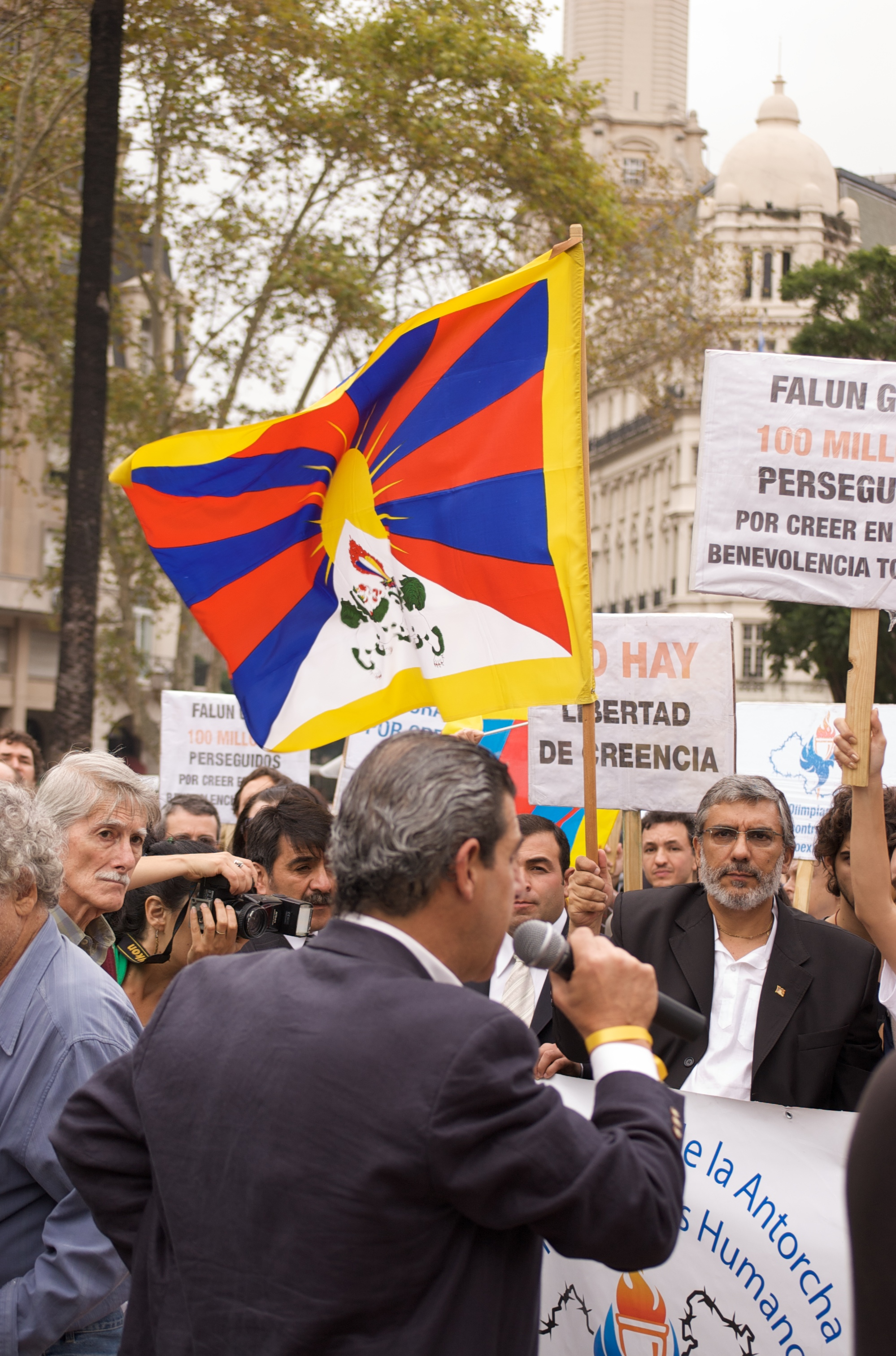
Protestas de simpatizantes de la causa tibetana en Buenos Aires, Argentina, durante el paso de la antorcha olímpica en abril de 2008.

La realización de los Juegos Olímpicos en Pekín durante el 2008 generó ácidas protestas por parte de tibetanos y simpatizantes de la causa tibetana en todo el mundo. La policía de países con grandes cantidad de refugiados tibetanos como India y Nepal tuvo que mantener el orden ante las protestas. En Japón, un país de larga tradición budista, se realizaron multitudinarias protestas pro-tibetanas ante la llegada del presidente chino Hu Jintao.
Además del apoyo mostrado por los japoneses, el entonces candidato presidencial Barack Obama solicitó al presidente George W. Bush que no asistiera a los Juegos Olímpicos de Pekín si el gobierno chino no dialogaba con el Dalái lama, el presidente de Francia Nicolas Sarkozy y el Secretario General de las Naciones Unidas, Ban Ki-Moon no asistieron a la apertura de los JJ. OO., también hubo un comunicado emitido por 12 intelectuales chinos que apoyaban la autonomía de Tíbet y solicitaban al gobierno de Pekín detener el conflicto étnico.
En su más reciente polémica, el Dalái lama por invitación del gobierno visitó la República de China (Taiwán), un país mayormente budista y que es reclamado por China como parte de su territorio, para orar por las víctimas de los recientes huracanes, lo cual encendió la ira del gobierno chino que lo consideró una provocación. El Dalái lama aseguró que su labor era puramente humanitaria y religiosa.

## Disputas con jóvenes radicales
Grupos de jóvenes tibetanos radicales como el Congreso de la Juventud Tibetana y la organización de Estudiantes por un Tíbet Libre que buscan no solo la absoluta independencia de Tíbet (no la autonomía promulgada por el Gobierno tibetano en el exilio liderado por el dalái lama) sino también cuestionan la resistencia no violenta, se han enfrentado al propio liderazgo tradicional tibetano y el gobierno chino los culpa por estar detrás de los motines y levantamientos populares anticomunistas en Tíbet. Sin embargo, el Dalái lama se reunió con Tsewang Rigzin, líder del Congreso de Juventud Tibetana, y otros dirigentes radicales para subsanar las diferencias. Lhadon Tethong, directora de Estudiantes por un Tíbet Libre, reconoció que nadie pone en duda la autoridad del Dalái lama pero que los jóvenes tibetanos al haber crecido en naciones democráticas son más exigentes en su búsqueda por la emancipación de Tíbet.

## Renuncia del dalái lama como jefe político y nuevas elecciones
En marzo del 2011 el dalái lama renunció a cualquier cargo político dentro del gobierno tibetano en el exilio, delegando toda responsabilidad política en el primer ministro, aunque preservándose como líder espiritual y religioso. El actual primer ministro electo en las más recientes elecciones del 2011 es el abogado y profesor de Derecho Lobsang Sangay y es el primer primer ministro del exilio tibetano en ejercer el cargo como máximo dirigente político.

## Financiación
La financiación de la Administración Central Tibetana procede principalmente de donaciones privadas recaudadas con la ayuda de organizaciones como el Fondo para el Tíbet (Tibet Fund), los ingresos del Libro Verde (el "pasaporte tibetano en el exilio"), y la ayuda de gobiernos como India y EE. UU..
Los ingresos anuales de la Administración Central Tibetana ascienden oficialmente a 22 millones (en dólares estadounidenses), de los cuales la mayor parte se destina a actividades políticas (7 millones) y administración (4,5 millones)[cita requerida] Sin embargo, según Michael Backman, estas cantidades son "notablemente bajas" para lo que la organización afirma hacer, y probablemente recibe millones más en donaciones. La CTA no reconoce dichas donaciones ni sus fuentes.
Según una fuente china, entre 1964 y 1968, Estados Unidos proporcionó 1,735 millones de dólares anuales al grupo del Dalái lama. En octubre de 1998, la administración del Dalái lama declaró que había recibido 1,7 millones de dólares anuales durante la década de 1960 de la Agencia Central de Inteligencia.
En 2012, se aprobó en Estados Unidos la Ley de Política Tibetana de 2002. En 2016, la Agencia de Estados Unidos para el Desarrollo Internacional (USAID) concedió una subvención de 23 millones de dólares a la CTA.
En 2017, el presidente estadounidense Donald Trump propuso detener la ayuda a la CTA en 2018. La propuesta de Trump fue duramente criticada por miembros del Partido Demócrata como Nancy Pelosi, y el copresidente de la Comisión bipartidista de Derechos Humanos Tom Lantos, Jim McGovern. En febrero de 2020, en el Desayuno Nacional de Oración anual, Pelosi rezó mientras Trump asistía: "Recemos por el Panchen Lama y por todos los budistas tibetanos encarcelados en China o desaparecidos por seguir su fe".

## Sede
La Administración Central Tibetana tiene su sede en McLeod Ganj, Dharamshala, India. Representa al pueblo de toda la Región Autónoma de Tíbet y de la provincia de Qinghai, así como de dos prefecturas autónomas tibetanas y un condado autónomo tibetano de la provincia de Sichuán, una prefectura autónoma tibetana y un condado autónomo tibetano de la provincia de Gansu y una prefectura autónoma tibetana de la provincia de Yunnan, todo lo que la CTA denomina "Tíbet histórico".
La CTA se ocupa del bienestar de la comunidad tibetana exiliada en la India, que ronda los 100.000 miembros. Gestiona escuelas, servicios sanitarios, actividades culturales y proyectos de desarrollo económico para la comunidad tibetana. En 2003, seguían llegando más de 1.000 refugiados al año desde China, normalmente a través de Nepal.

## Página web oficial
- Página web oficial de la Administración Central Tibetana